# Udo Markus Bentz
Udo Markus Bentz (Rülzheim, 3 marzo 1967) è un arcivescovo cattolico tedesco, dal 9 dicembre 2023 arcivescovo metropolita di Paderborn.

## Biografia
È nato a Rülzheim il 3 marzo 1967.

### Formazione e ministero sacerdotale
Dopo aver frequentato un corso in scienze bancarie dal 1986 al 1988, è entrato nel seminario di Magonza, dove ha studiato teologia e filosofia presso le università di Magonza e di Innsbruck. Nel 1994 è stato ordinato diacono e ha completato il tirocinio diaconale a Griesheim. È stato ordinato presbitero il 1º luglio 1995 per la diocesi di Magonza dal vescovo Karl Lehmann.
Per quattro anni ha ricoperto il ruolo di segretario personale del vescovo Karl Lehmann. Dopo ulteriori studi, ha conseguito il dottorato nel 2007 presso l'università Albert Ludwig di Friburgo con una tesi sulla storia della teologia, ricevendo per questo lavoro il conferimento del premio Karl Rahner dall'università di Innsbruck nel 2008. 
Dal 2007 al 2017 è stato rettore del seminario di Magonza. Nel 2011 il cardinale Lehmann lo ha nominato membro del consiglio spirituale. Nel 2013 è stato eletto presidente della conferenza dei rettori dei seminari in Germania. Dal 2014 al 2017 ha guidato il seminario di formazione diocesano per cappellani e assistenti pastorali.

### Ministero episcopale
Il 15 luglio 2015 papa Francesco lo ha nominato vescovo titolare di Sita e vescovo ausiliare di Magonza. Ha ricevuto l'ordinazione episcopale il 20 settembre successivo, nella cattedrale di Magonza, dal cardinale Karl Lehmann, co-consacranti il cardinale Karl-Joseph Rauber e l'arcivescovo metropolita di Friburgo in Brisgovia Stephan Burger.
Il 19 novembre 2015 ha compiuto la visita ad limina insieme agli altri vescovi tedeschi.
Nella Conferenza episcopale tedesca è membro della commissione ecclesiastica mondiale e della sua sottocommissione per l'America Latina, nonché della commissione Giovani. Il 27 agosto 2017 il vescovo Peter Kohlgraf lo ha nominato vicario generale della diocesi di Magonza. Il 1º novembre dello stesso anno è nominato membro del capitolo della cattedrale di Magonza.
Il 9 dicembre 2023 papa Francesco lo ha nominato arcivescovo di Paderborn; è succeduto a Hans-Josef Becker, che si era ritirato il 1º ottobre dell'anno precedente. Il 10 marzo 2024 ha preso possesso dell'arcidiocesi nella cattedrale di Paderborn.

## Stemma e motto

Stemma da vescovo

Di rosso al leone alato d'argento, nimbato d'oro, tenente con la zampa anteriore destra un libro aperto dello stesso, caricato delle lettere greche Α e Ω di nero, al capo ondato d'argento, caricato di una terza ondata in fascia d'azzurro, abbassata.
Ornamenti esteriori da vescovo.
Motto: Praedicare ubique - Domino cooperante - predica ovunque - il Signore opera con te.

## Genealogia episcopale
La genealogia episcopale è:
- Cardinale Scipione Rebiba
- Cardinale Giulio Antonio Santori
- Cardinale Girolamo Bernerio, O.P.
- Arcivescovo Galeazzo Sanvitale
- Cardinale Ludovico Ludovisi
- Cardinale Luigi Caetani
- Cardinale Ulderico Carpegna
- Cardinale Paluzzo Paluzzi Altieri degli Albertoni
- Papa Benedetto XIII
- Papa Benedetto XIV
- Papa Clemente XIII
- Cardinale Marcantonio Colonna
- Cardinale Giacinto Sigismondo Gerdil, B.
- Cardinale Giulio Maria della Somaglia
- Cardinale Carlo Odescalchi, S.I.
- Vescovo Eugène de Mazenod, O.M.I.
- Cardinale Joseph Hippolyte Guibert, O.M.I.
- Cardinale François-Marie-Benjamin Richard
- Cardinale Pietro Gasparri
- Arcivescovo Cesare Orsenigo
- Cardinale Josef Frings
- Arcivescovo Wendelin Rauch
- Arcivescovo Eugen Viktor Paul Seiterich
- Arcivescovo Hermann Josef Schäufele
- Cardinale Hermann Volk
- Cardinale Karl Lehmann
- Arcivescovo Udo Markus Bentz

## Opere
- Adesso è ancora chiesa. Linee fondamentali di una teologia dell'esistenza della Chiesa nell'opera di Karl Rahner, Studi teologici di Innsbruck, volume 80, Tyrolia, Innsbruck/Vienna 2008, ISBN 978-3-7022-2919-1.